# Chiroderma trinitatum
Chiroderma trinitatum là một loài động vật có vú trong họ Dơi mũi lá, bộ Dơi. Loài này được Goodwin mô tả năm 1958.